# Un día normal (canción)
«Un día normal» es una canción escrita e interpretada por el cantautor colombiano Juanes perteneciente a su segundo álbum de estudio Un día normal (2002). La canción rápidamente se convirtió en un éxito rotundo dentro de la radio de Colombia, Panamá, Chile, México, Estados Unidos, Argentina, Puerto Rico, Venezuela, Cuba, Guatemala, El Salvador, Honduras, Nicaragua, Ecuador, Perú, Bolivia, Brasil, Paraguay, Uruguay, República Dominicana, Costa Rica y España.
La canción trata del amor y la claridad y en esta se refleja totalmente el objetivo del álbum debido a que Juanes en este álbum quiere dar a conocer la importancia del amor y se dice que algunas de las canciones de este álbum las compuso especialmente para su esposa la actriz y modelo colombiana Karen Martínez. Esta canción dio a conocer el éxito del álbum y la contribución a la música en español.

## Lista de canciones
1. «Un día normal» - 3:43 (Juan Esteban Aristizabal)

## Posicionamiento en listas
| Lista (2003)                     | Mejor posición |
| -------------------------------- | -------------- |
| Chile (Top 20)                   | 16             |
| Estados Unidos (Hot Latin Songs) | 44             |
| Estados Unidos (Latin Pop Songs) | 24             |